# Die Kirmesmusikanten
Die Kirmesmusikanten (niederländisch: De Kermisklanten) waren ein niederländisches Musikerduo, bestehend aus Henny van Voskuylen und Coby van Voskuylen-Mol. Auf dem Gebiet der volkstümlichen Musik sind sie als Akkordeonspieler bekanntgeworden.

## Werdegang
Hendrik Frederik „Henny“ Evert van Voskuylen (* 23. Mai 1941 in Bunnik bei Utrecht; † 12. Januar 2010 in Soestdijk) und Coby van Voskuylen-Mol (* 22. Juli 1944 in Amersfoort) machten schon als Kinder Musik. Nach der Schule arbeitete Henny als musikalischer Begleiter einer Cabaret-Gruppe, und Coby war bereits als Akkordeon-Solistin tätig. Anlässlich eines Auftritts von Coby lernten sich die beiden kennen. Danach begann eine gemeinsame Arbeit mit ihrem Akkordeonspiel als Duo Las Estrellas. Damit tingelten beide durch die Lande, bis eine Schallplattenfirma auf sie aufmerksam wurde und mit ihnen die erste Schallplatte produzierte. Dabei änderte das Duo seinen Namen in Die Kirmesmusikanten; der niederländische Name des Duos „De Kermisklanten“ bedeutet „Die Kirmesbesucher“. Außerdem heirateten beide.
Das Duo produzierte zahlreiche Hits. Ihr charakteristischer Akkordeonsound machte sie bald über die Grenzen der Niederlande hinaus bekannt. Sie waren häufig Gast bei verschiedenen Fernsehveranstaltungen in den Niederlanden, in Deutschland, Belgien und Frankreich und erspielten sich mit ihren Instrumenten eine Goldene Schallplatte in Deutschland und weitere Preise.
Das Repertoire umfasste Volkslieder, volkstümliche Musik, Evergreens und Operettenmelodien, aber auch neuere Kompositionen. Im Laufe ihrer Karriere nahmen sie über 1000 Titel auf. Bis zum Jahr 2000 war das Duo gelegentlich noch bei Volksmusiksendungen zu hören und zu sehen, danach konnte der seit 1998 an Progressiver Muskelatrophie erkrankte Henny van Voskuylen nicht mehr mitwirken, sodass ein gemeinsames Auftreten nicht mehr möglich war.
Am 12. Januar 2010 starb Henny im Alter von 68 Jahren zu Hause in Soest.

## Ehrungen
- Hermann-Löns-Medaille
- Robert-Stolz-Plakette

## Diskografie (Auswahl)
Es gibt sowohl deutsche als auch niederländische Alben, die unter dem jeweiligen Künstlernamen veröffentlicht wurden.

### Alben (Auswahl)
Als Die Kirmesmusikanten
- 1972: Zigeuner Tango (Metronome)
- 1972: Liefdes tango
- 1973: Die Kirmesmusikanten (2xLP, Metronome)
- 1973: Kirmeswalzer (Metronome)
- 1973: Die großen Erfolge (Metronome)
- 1975: Stimmung mit den Kirmesmusikanten (Metronome)
- 1975: Die Kirmesmusik kommt (RCA)
- 1976: Eine Seefahrt, die ist lustig (RCA)
- 1977: Tulpen aus Amsterdam (2LP, RCA)
- 1977: im fröhlichen Rhythmus (Marcato)
- 1977: Akkordeon Party mit den Kirmesmusikanten (RCA)
- 1977: Wenn die bunten Fahnen wehen (RCA)
- 1978: Die Kirmesmusikanten spielen Welterfolge (RCA)
- 1978: Frohes Fest mit den Kirmesmusikanten (RCA)
- 1979: Goldene Hits der Kirmesmusikanten (Metronome)
- 1979: 28 Hitmelodien
- 1979: 24 immer"grüne" Akkordeon-Erfolge (RCA)
- 1980: Akkordeon-Party mit Welthits (RCA)
- 1980: Die Kirmesmusikanten spielen Robert Stolz
- 1980: Die großen Erfolge der Kirmesmusikanten (RCA)
- 1980: Spaß und Schwung (Metronome)
- 1981: Akkordeon-Party á la carte (RCA)
- 1981: Die Kirmesmusikanten spielen Welterfolge – Von Herz zu Herz (RCA)
- 1982: Auf zur Polonaise! (RCA)
- 1983: Mit Musik um die Welt (RCA)
- 1983: Superstimmung Non Stop (RCA)
- 1984: Super-Stimmung Folge 2 (28 Muntermacher am laufenden Band) (RCA)
- 1984: Super-Top-Hits (RCA)
- 1985: 28 Super-Sommer-Sonnen-Hits Nonstop (RCA)
- 1985: Melodien unserer Heimat (Eine musikalische Reise) (RCA)
- 1985: Mit Musik unterwegs (RCA)
- 1986: 28 Schlager – Schlag auf Schlag! (RCA)
- 1986: Memories – Goldene Film- und Musical-Welterfolge (RCA)
- 1986: Die Kirmesmusikanten spielen ihre Lieblingsmelodien (Ariola Express)
- 1986: 20 Original Hits der Kirmesmusikanten (Metronome)
- 1987: Goldene Jubiläumsklänge (RCA)
- 1988: Melodien unserer Heimat (Spectrum)
- 1989: Wenn die bunten Fahnen wehen (BMG Ariola)
- 1989: Ein Klang begeistert Millionen – Ihre Wunschmelodien (RCA)
- 1990: Die Kirmesmusikanten-Hitparade
- 1990: Mit Musik durch’s Leben (RCA)
- 1991: Das Beste vom Besten (BMG)
- 1992: Goldene Schlager-Jahre (Die Hits der 50er) (RCA)
- 1993: Die KirmesMusikanten Hitparade
- 1994: Rote Rosen (Karussell)
- 1994: Ausgewählte Goldstücke (Karussell)
- 1996: Die großen Erfolge (3CD, Ariola)
- 1997: Melodien unserer Heimat
- 2017: Das Beste – 40 Hits
- 2018: Gold – 40 Akkordeon-Hits

Als De Kermisklanten
- 1973: Een Groot Uur... De Kermisklanten (Capri)
- 1973: Veel Liefs Van... De Kermisklanten  (Capri)
- 1973: De Kermisklanten (LP, Discofoon)
- 1973: Accordeonpourri (Elf Provinciën)
- 1974: Accordeon Feestpourri (Elf Provinciën)
- 1974: Kermisklanten (Elf Provinciën)
- 1974: Veel Liefs Van... De Kermisklanten Accordeon 2  (Capri)
- 1974: Weekend met De Kermisklanten (Elf Provinciën)
- 1975: Super Accordeon Sound (Elf Provinciën)
- 1976: 3 – Marsen (Elf Provinciën)
- 1974: Tango’s (Elf Provinciën)
- 1976: Kermisklanken van de Kermisklanken (Dureco Benelux)
- 1976: Midnight (CNR)
- 1976: Carnaval (Elf Provinciën)
- 1977: Aam Het Strand Stil en Verlaten (CNR)
- 1977: De 20 Beste van de Kermisklanten (Dureco)
- 1977: Wereldsuccessen (CNR)
- 1977: Vrolijk kerstfeest met de Kermisklanten  (CNR)
- 1978: De Kermisklanten (Elf Provinciën)
- 1978: Van de T.V. – 28 Hitmelodieën (CNR)
- 1978: 50 hits (CNR)
- 1978: Wereldsuccessen 2 (CNR)
- 1979: 10 Jaar de Kermisklanten (CNR)
- 1979: Jubileum (2LP, GIP)
- 1979: Speel mee met de Kermisklanten
- 1980: De Kermisklanten spelen Robert Stolz (CNR)
- 1980: Hitparade: Een Potpourri Van 24 Hits Van Nu! (CNR)
- 1980: 28 Tango’s (CNR)
- 1981: De Kermisklanten Spelen Uw Lievelingsmelodieën  (CNR)
- 1981: 30 Hitknallers (CNR)
- 1981: In Gedachten… (HEP)
- 1982: Pinguindans (CNR)
- 1983: De 40 gezelligste Kroeghits (CNR)
- 1984: 28 Nederlandse Volksliedjes (CNR)
- 1987: 20 Grootste successen (Dureco)
- 1988: De 20 beste van de Kermisklanten 1 (Dureco)
- 1988: De 20 beste van de Kermisklanten 2 (Twaalf Provinciën)
- 1989: 20 Jaar (1989)
- 1990: 18 beste van de Kermisklanten 3 (Dureco)
- 1993: Het Beste Van (Diamond)
- 1993; 38 Scuccessen van... (Dureco)
- 1996: 100 Hollandse hits van toen & nu
- 1998: De Kermisklanten (Regenboog 34) (Dureco)
- 1998: De Kermisklanten (Regenboog 54) (Dureco)
- 1999: De Kermisklanten (Regenboog 91) (Dureco)
- 2000: De Kermisklanten (Regenboog 102) (Dureco)
- 2008: Hollands Glorie (CNR)
- 2012: Heerlijk Hollands: Het allerbeste van De Kermisklanten

Zusammenarbeiten
- 1970: Duo X met De Kirmesklanten: In Gedachten Zie Ik Het Kerkje Weer (Elf Provinciën)
- 1988: Frank & Mirella en De Kermisklanten: Heimwee Naar de Zee (Dino Music)
- 1989: Kirmesmusikanten und der Original Ural Kosaken Chor: Goldene Melodien aus Rußland und Deutschland (RCA)

### Singles
Als Die Kirmesmusikanten
- 1971: Zigeuner Tango
- 1972: Kirmes-Walzer
- 1972: Liebestango
- 1973: Costa del Sol
- 1973: Fischer-Walzer
- 1974: Chianti-Lied
- 1975: Drina Marsch
- 1975: Lustige Musikanten-Polka
- 1978: Der Dritte Mann (Harry Lime Theme)
- 1978: Liechtensteiner Polka
- 1979: Medley
- 1980: Zigeuner-Tango
- 1982: Der Kirmestanz (Everybody Go)
- 1982: Pinguin-Tanz
- 1984: Medley

Als De Kermisklanten
- 1968: Heintje Siccessen gespeeld door
- 1968: De Neuzenpolka
- 1970: De Druppelwals
- 1971: Kleine Liefdesmelodie
- 1971: Zigeunertango
- 1971: Ode aan Manuela
- 1971: Kunstfluitster & Kermisklanten
- 1972: Lefdestango
- 1972: Arsène Lupin
- 1973: Athene
- 1974: Zilveren Maan
- 1974: Olé Guapa
- 1974: Zolang een ster
- 1974: Die Ene Herinnering, Veronica (mit Vader Abraham)
- 1975: Drina Mars
- 1975: Feestpotpourri I
- 1975: Vino-Vono (Lu Maritiello)
- 1976: Het Leger van Werkelozen (mit Vader Abraham & Mieke)
- 1977: Kerstavond
- 1978: Midnight
- 1978: Happening
- 1978: Vissermeisjes
- 1980: Melodia
- 1981: Crazy Accordeon
- 1981: Harmonica Mars
- 1981: Hillbilly Rock
- 1982: Pinguindans
- 1982: Tiger Rag
- 1982: Draaiorgelmars (mit Draaiorgel 'De Maerelinck')
- 1982: Maskerade
- 1983: Mistral
- 1983: Clap-Clap-Sound
- 1986: De raspa
- 1988: Als Ik De Torens Van Cadzand Zie (mit Frank & Mirella)
- 1993: Aranjuez Mon Amour